# Aldgate (stacja metra)
Aldgate – stacja londyńskiego metra położona we wschodniej części City of London, nieopodal dawnej bramy miejskiej Aldgate, w pierwszej strefie biletowej. Stacja znajduje się na trasie linii Circle, pomiędzy stacjami Tower Hill a Liverpool Street, a także jest stacją końcową linii Metropolitan na jej wschodnim końcu.
W 2011 roku stacja obsłużyła 6,24 miliona pasażerów.
Stacja Aldgate została otwarta 18 listopada 1876 roku. Początkowo istniało połączenie z Aldgate do Richmond oraz do Hammersmith. Od 1941 roku Aldgate jest stacją końcową dla Metropolitan Line, wcześniej istniało połączenie na południe przez nieistniącą już linię East London Line (obecnie część London Overground).
7 lipca 2005 roku, w czasie zamachów bombowych w londyńskim metrze, zamachowiec Shehzad Tanweer zdetonował bombę w pociągu linii Circle, który wyjechał z Liverpool Street i zbliżał się do stacji Aldgate, zabijając 7 osób i raniąc ponad 100. Spośród wszystkich stacji, w pobliżu których dokonano zamachów, Aldgate była pierwszą, która wznowiła działalność.

## Połączenia
Stacja Aldgate znajduje się w niewielkiej odległości od stacji kolejowej Fenchurch Street, obsługiwanej przez przewoźnika c2c. W pobliżu zatrzymują się autobusy linii: 15, 25, 40, 42, 67, 78, 100, 115, 135, 205, 254 oraz nocne: N15, N253, 550 i 551.

## Galeria

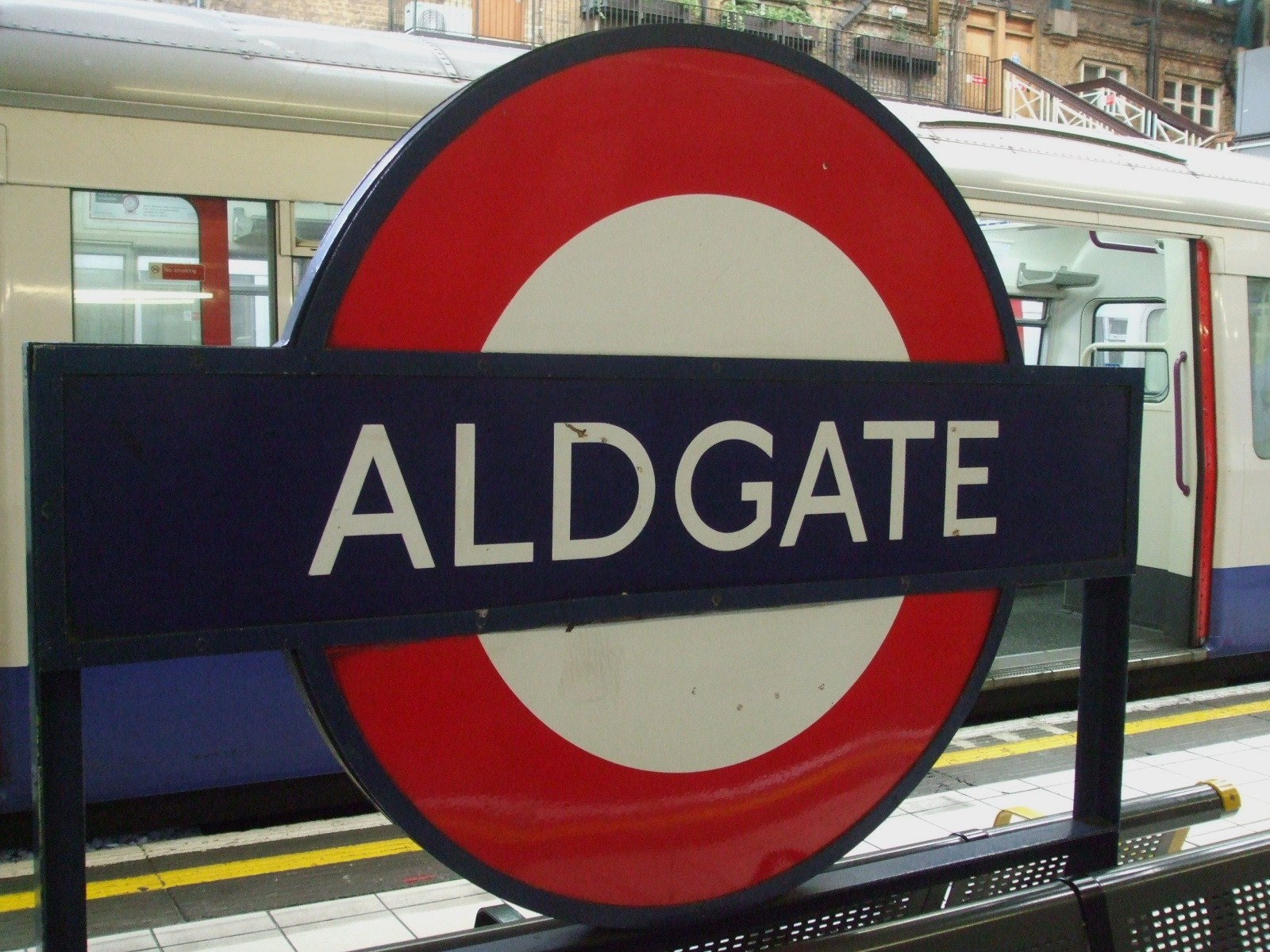
Symbol stacji
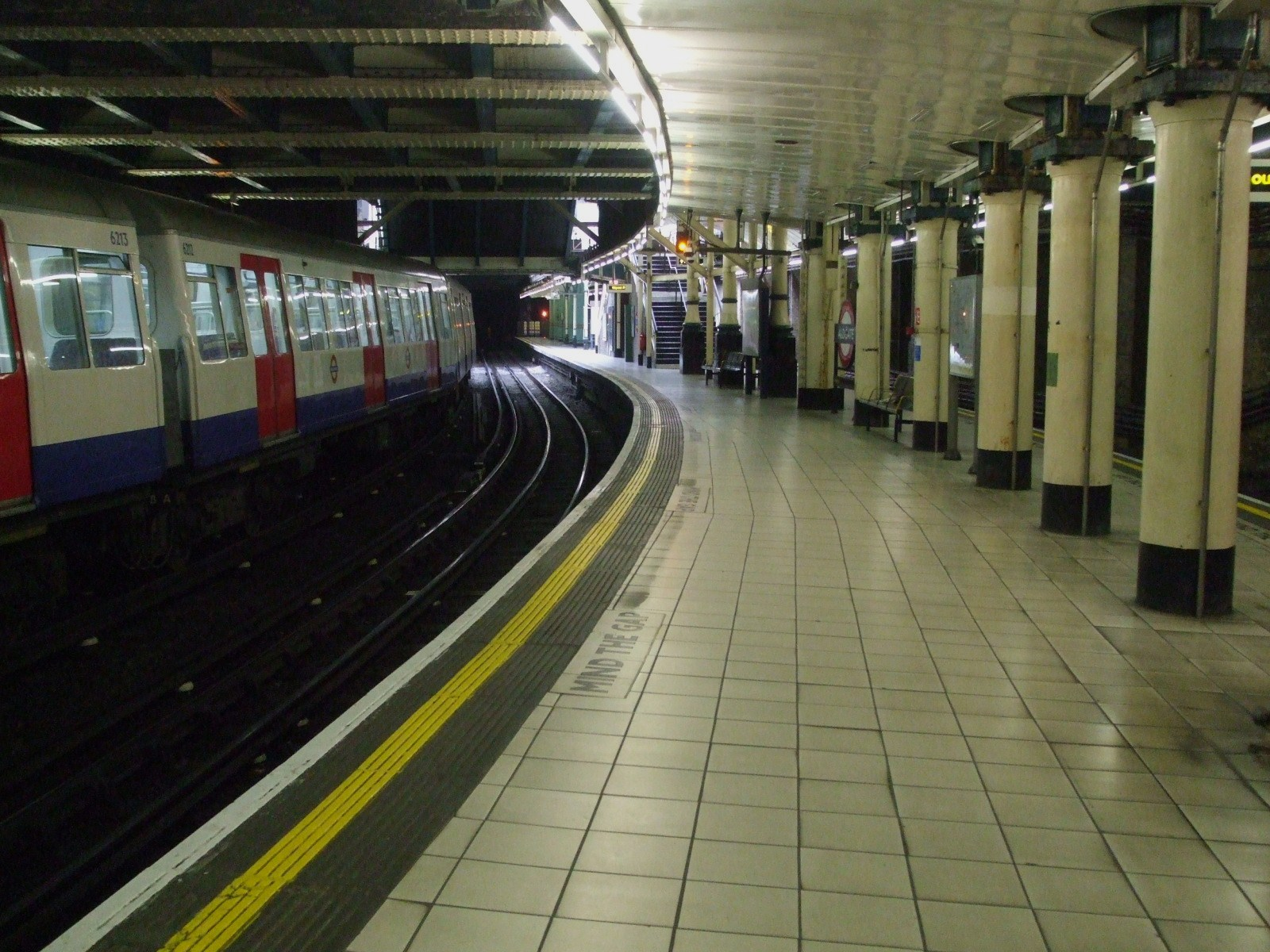
Platforma linii Metropolitan
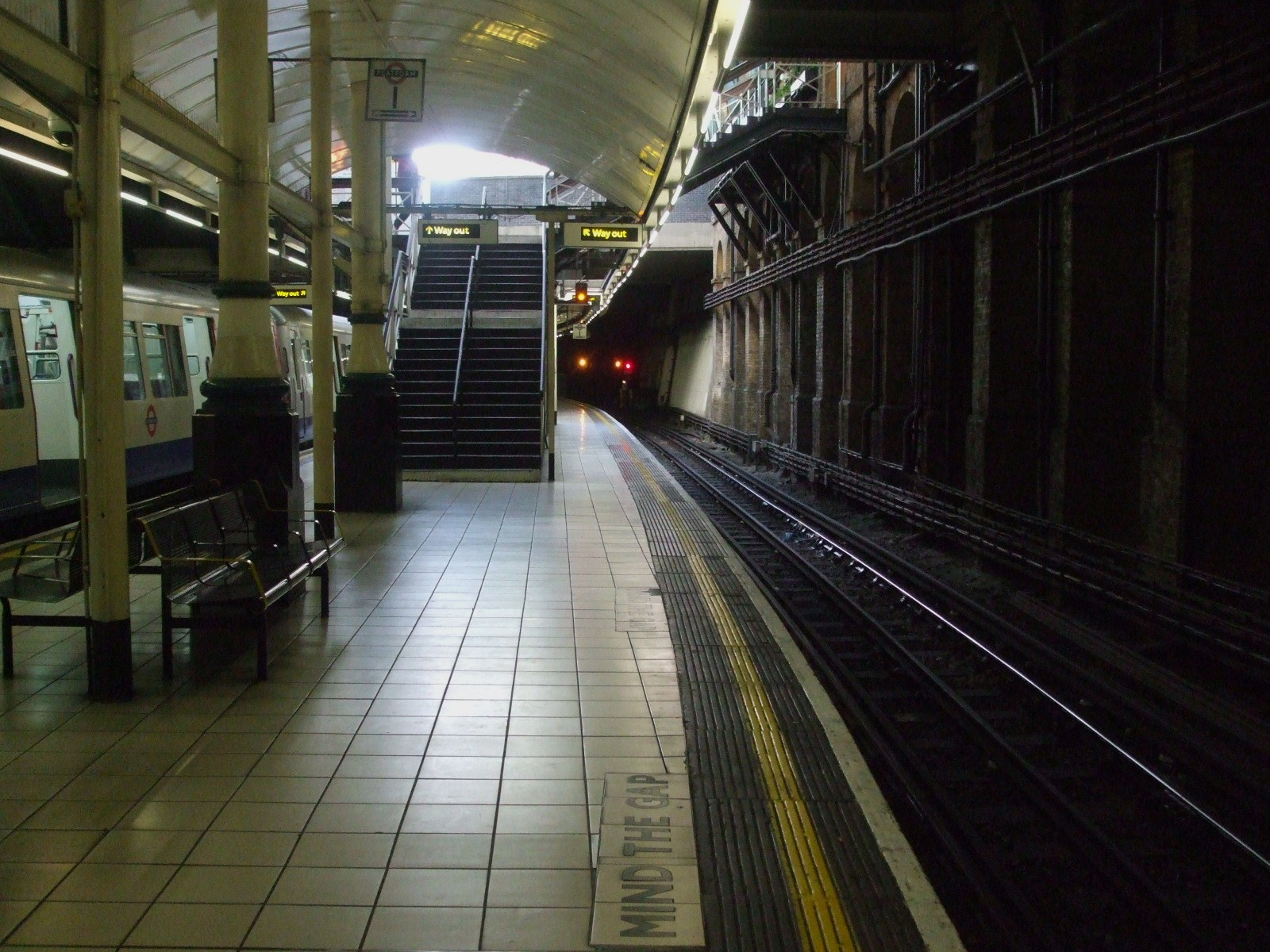
Platforma linii Circle
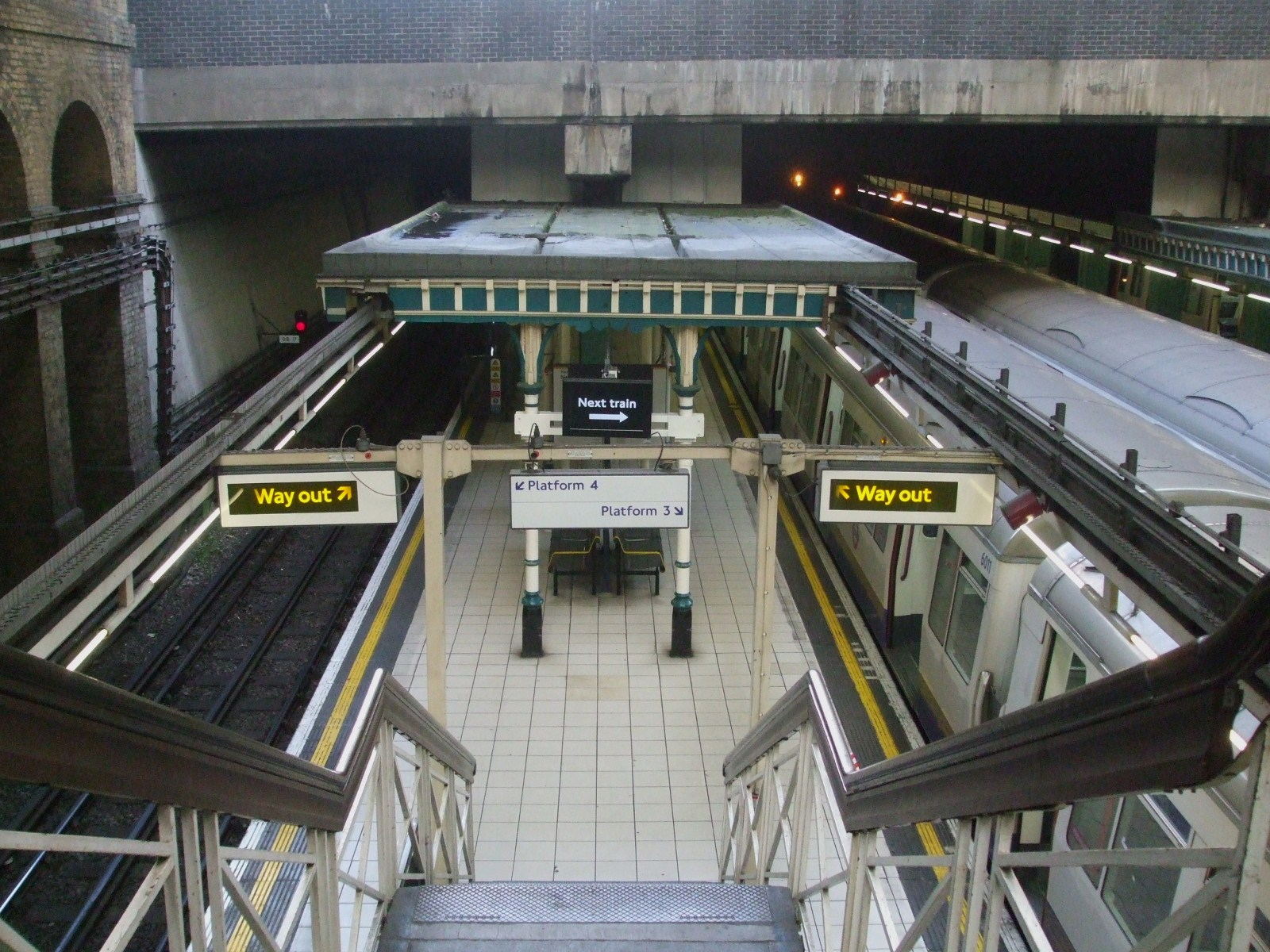
Platformy 3 i 4